# Planar
Planar – tryb zapisu informacji dotyczących piksela (punktu graficznego). Punkt jest w tym przypadku określony wieloma wartościami (w zależności od liczby tzw. bitplanów). Zmiana koloru piksela odbywa się przez wpisanie wartości do kilku komórek pamięci. Tryb planar jest charakterystyczny dla grafiki komputerów Amiga i Atari ST.